# Bas-Sassandra
Bas-Sassandra (fr.: District du Bas-Sassandra) – jeden z czternastu dystryktów Wybrzeża Kości Słoniowej, położony w południowej części kraju, nad Oceanem Atlantyckim. Stolicą dystryktu jest San Pédro.

## Podział administracyjny
Dystrykt Bas-Sassandra dzieli się na 3 regiony:
- Region Gbôklé (stolica w Sassandrze)
  - Departament Fresco
  - Departament Sassandra
- Region Nawa (stolica w Soubré)
  - Departament Buyo
  - Departament Guéyo
  - Departament Méagui
  - Departament Soubré
- Region San-Pédro (stolica w San Pédro)
  - Departament San-Pédro
  - Departament Tabou

Źródła.